# Hlynur Stefánsson
Hlynur Stefánsson (8 ottobre 1964) è un ex calciatore islandese, di ruolo centrocampista.

## Carriera

### Club
Stefánsson giocò con la maglia dell'ÍBV Vestmannæyja, prima di passare ai norvegesi del Nidelv. Tornò poi all'ÍBV Vestmannæyja. Seguì un'esperienza al Víkingur, con Stefánsson che tornò poi ancora all'ÍBV Vestmannæyja, prima di accordarsi con gli svedesi dello Örebro. Dopo un triennio in squadra, ritornò all'ÍBV Vestmannæyja nel 1996 e vi rimase fino al 2003, anno in cui si trasferì al KFS. Ricominciò a giocare nel KFS nel 2007, fino al 2010.

### Nazionale
Conta 25 presenze e una rete per l'Islanda. Esordì il 27 aprile 1991, subentrando ad Anthony Karl Gregory nella sconfitta per 2-1 contro l'Inghilterra.